# Hydrovatus brancuccii
Hydrovatus brancuccii är en skalbaggsart som beskrevs av Olof Biström 1997. Hydrovatus brancuccii ingår i släktet Hydrovatus och familjen dykare. Inga underarter finns listade i Catalogue of Life.